# Uber Cup
La Uber Cup, también llamada World Team Championships for Women, es la versión femenina de la Thomas Cup, un torneo internacional de bádminton. Se celebra cada dos años desde 1984. Nació en 1950, cuando Betty Uber, jugadora británica de bádminton, tuvo la idea de crear un evento similar al de los jugadores masculinos.

## Trofeo
El trofeo fue fabricado por uno de los plateros más famosos de Londres, Mappin & Webb. Se trata de un globo rotatorio sobre un pedestal, mide 20 pulgadas de altura y es considerado el más bonito dentro del bádminton. Encima de todo se encuentra una mujer de pie sobre un volante

## Formato
Desde que la Uber Cup se unió a la Thomas Cup, ambos torneos comparten formato y reglas.
Para más información, ver formato de la Thomas Cup.

## Campeones[2]
| Año           | Sede                       | Final          | Final     | Final          |               | Tercera plaza | Tercera plaza |
| Año           | Sede                       | Ganador        | Resultado | Finalista      |               | Tercera plaza | Tercera plaza |
| ------------- | -------------------------- | -------------- | --------- | -------------- | ------------- | ------------- | ------------- |
| 1957 detalles | Lancashire, Inglaterra     | Estados Unidos | 6–1       | Dinamarca      |               |               |               |
| 1960 detalles | Filadelfia, Estados Unidos | Estados Unidos | 5–2       | Dinamarca      |               |               |               |
| 1963 detalles | Wilmington, Estados Unidos | Estados Unidos | 4–3       | Inglaterra     |               |               |               |
| 1966 detalles | Wellington, Nueva Zelanda  | Japón          | 5–2       | Estados Unidos |               |               |               |
| 1969 detalles | Tokio, Japón               | Japón          | 6–1       | Indonesia      |               |               |               |
| 1972 detalles | Tokio, Japón               | Japón          | 6–1       | Indonesia      |               |               |               |
| 1975 detalles | Yakarta, Indonesia         | Indonesia      | 5–2       | Japón          |               |               |               |
| 1978 detalles | Auckland, Nueva Zelanda    | Japón          | 5–2       | Indonesia      |               |               |               |
| 1981 detalles | Tokio, Japón               | Japón          | 6–3       | Indonesia      |               |               |               |
| 1984 detalles | Kuala Lumpur, Malasia      | China          | 5–0       | Inglaterra     |               |               |               |
| 1986 detalles | Yakarta, Indonesia         | China          | 3–2       | Indonesia      |               |               |               |
| 1988 detalles | Kuala Lumpur, Malasia      | China          | 5–0       | Corea del Sur  |               |               |               |
| 1990 detalles | Tokio, Japón               | China          | 3–2       | Corea del Sur  |               |               |               |
| 1992 detalles | Kuala Lumpur, Malasia      | China          | 3–2       | Corea del Sur  |               |               |               |
| 1994 detalles | Yakarta, Indonesia         | Indonesia      | 3–2       | China          |               |               |               |
| 1996 detalles | Hong Kong                  | Indonesia      | 4–1       | China          |               |               |               |
| 1998 detalles | Hong Kong                  | China          | 4–1       | Indonesia      |               |               |               |
| 2000 detalles | Kuala Lumpur, Malasia      | China          | 3–0       | Dinamarca      |               |               |               |
| 2002 detalles | Cantón, China              | China          | 3–1       | Corea del Sur  |               |               |               |
| 2004 detalles | Yakarta, Indonesia         | China          | 3–1       | Corea del Sur  |               |               |               |
| 2006 detalles | Tokio, Japón               | China          | 3–0       | Países Bajos   | Alemania      | China Taipéi  |               |
| 2008 detalles | Yakarta, Indonesia         | China          | 3-0       | ’ Indonesia    | Corea del Sur | Alemania      |               |
| 2010 detalles | Kuala Lumpur, Malasia      | Corea del Sur  | 3-1       | China          |               | Japón         | Indonesia     |
| 2012 detalles | Wuhan, China               | China          | 3-0       | Corea del Sur  |               | Tailandia     | Japón         |
| 2014 detalles | Nueva Delhi, India         | China          | 3-1       | Japón          |               | India         | Corea del Sur |
| 2016 detalles | Kunshan, China             | China          | 3-1       | Corea del Sur  |               | India         | Japón         |
| 2018 detalles | Bangkok, Tailandia         | Japón          | 3-0       | Tailandia      |               | Corea del Sur | China         |
| 2021 detalles | Aarhus, Dinamarca          |                |           |                |               |               |               |
| 2022 detalles | Bangkok, Tailandia         |                |           |                |               |               |               |
| 2024 detalles | China                      |                |           |                |               |               |               |

## Equipos nacionales con éxito
Hasta ahora, solo 5 países han logrado ganar la Uber Cup, siendo China el más exitoso, con 14 títulos, seguido de Japón, Indonesia y Estados Unidos. La Uber Cup solo ha cruzado la orilla de dos continentes, Asia y América del Norte.
| Equipo         | Títulos | Campeones (*como locales)                                   | Finalistas (*como locales)                    |
| -------------- | ------- | ----------------------------------------------------------- | --------------------------------------------- |
| China          | 10      | 1984, 1986, 1988, 1990, 1992, 1998, 2000, 2002, 2004*, 2006 | 3 (1994, 1996, 2010)                          |
| Japón          | 6       | 1966, 1969*, 1972*, 1978, 1981*, 2018                       | 2 (1975, 2014)                                |
| Indonesia      | 3       | 1975*, 1994*, 1996                                          | 7 (1969, 1972, 1978, 1981, 1986*, 1998, 2008) |
| Estados Unidos | 3       | 1957, 1960*, 1963*                                          | 1 (1966)                                      |
| Corea del Sur  | 1       | 2010                                                        | 7 (1988, 1990, 1992, 2002, 2004, 2012, 2016)  |
| Dinamarca      | -       | -                                                           | 3 (1957, 1960, 2000)                          |
| Inglaterra     | -       | -                                                           | 1 (1963)                                      |
| Países Bajos   | -       | -                                                           | 1 (2006)                                      |
| Tailandia      | -       | -                                                           | 1 (2018)                                      |